# 744
744 (DCCXLIV) je bilo prestopno leto, ki se je po julijanskem koledarju začelo na sredo.

## Dogodki
- 1. januar

## Rojstva
- 17. april - Al-Valid II., enajsti kalif Omajadskega kalifata († 709)

## Smrti
- Ašina Ši - gokturški kagan  (* ni znano)
- Jazid III., 12. kalif Omajadskega kalifata (̈* 701)